# Амадо Молина, Карлос
Карлос Амадо Молина (англ. Carlos Amado Molina; род. 25 мая 1983 года, Пацкуаро, Мичоакан, Мексика) — мексиканский боксёр-профессионал, выступающий в первой средней весовой категории (до 69,9 кг); чемпион мира по версии IBF (2013—2014).